# Nationalestraat
De Nationalestraat is een straat in Antwerpen die zich bevindt tussen de Groenplaats en de Kronenburgstraat.

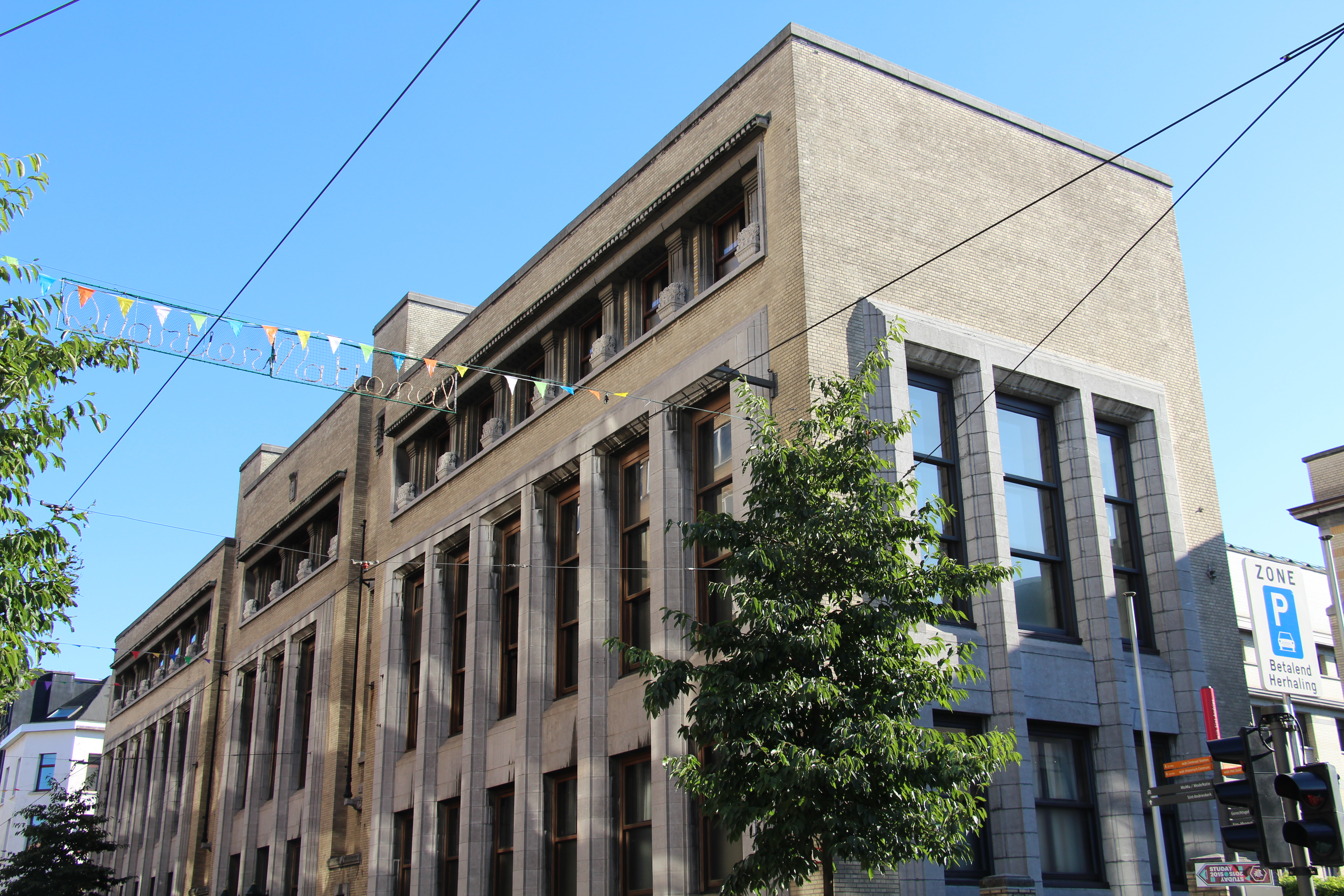
Instituut voor Tropische Geneeskunde

## Geschiedenis
De Nationalestraat ontstond ten gevolge van saneringen in het centrum van Antwerpen in de negentiende eeuw. Het gedeelte van de straat tussen de Groenplaats en de Theodoor Van Rijswijckplaats werd aangelegd tussen 1876-1881 naar een ontwerp van Hubert Pierquin. In 1877 kreeg de straat de naam Nationalestraat, daarvoor stond het deel tussen de Drukkerijstraat en de Kronenburgstraat bekend als 'Boeksteeg'.
De meeste gebouwen in de straat zijn tussen vierde kwart van de 19de eeuw en de eerste kwart van de 20ste eeuw gebouwd. In het deel van de Nationalestraat dat grenst aan de Kronenburgerstraat is er op nummer 155 een groot art decocomplex dat ontworpen werd door architecten M. Spittael en P. Le Bon en thans het Instituut voor Tropische Geneeskunde (ITG) huist.
In 2013 en 2014 werd de straat tweemaal volledig opnieuw aangelegd, tot grote onvrede van de winkeleigenaren in de straat. De reden hiervoor was dat de gelegde granieten klinkers niet tegen de trillingen van de tram konden, wat als gevolg had dat wegverzakkingen ontstonden.
Sinds augustus 2023 is de straat een shop-and-go-zone geworden. Parkeren is tijdens de openingsuren van de winkels tussen 9 en 18 uur maximum 30 minuten toegestaan voor korte boodschappen. Buiten deze uren geldt de regeling enkel parkeren voor vergunninghouders.

## Winkelstraat
De gebouwen in de Nationalestraat zijn veelal panden met winkelpuien op de begane grond. Enkele opvallende winkelpanden zijn het neobarokke ‘Modepaleis’ (Nationalestraat 16) op de hoek met de Kammenstraat uit 1882 en het tegenovergelegen 'Sint Andries' uit 1880.
Ook vandaag de dag staat de straat bekend om zijn vele winkels. Vanwege de aanwezigheid van het ModeMuseum Antwerpen, de modeafdeling van de Koninklijke Academie voor Schone Kunsten, winkels van designers waaronder Dries van Noten en de nabijheid van de Kammenstraat wordt dit deel van Antwerpen ook wel de ‘modebuurt’ genoemd.

## Openbaar vervoer
Tramlijn 4 en buslijnen 22, 180, 181, 182 en 183 rijden door de Nationalestraat.
In een haalbaarheidsstudie naar een nieuwe premetrotunnel onder het Antwerpse stadscentrum werd een premetrotunnel onder de Nationalestraat met daarbij het station Sint-Andries (ter hoogte van het Neuzenplein) en een uitbreiding van het station Groenplaats bestudeerd, maar er is nog geen zicht op een eventuele concrete realisatie.

## Bezienswaardigheden
- Instituut voor Tropische Geneeskunde (ITG)
- ModeMuseum Antwerpen

## Galerij

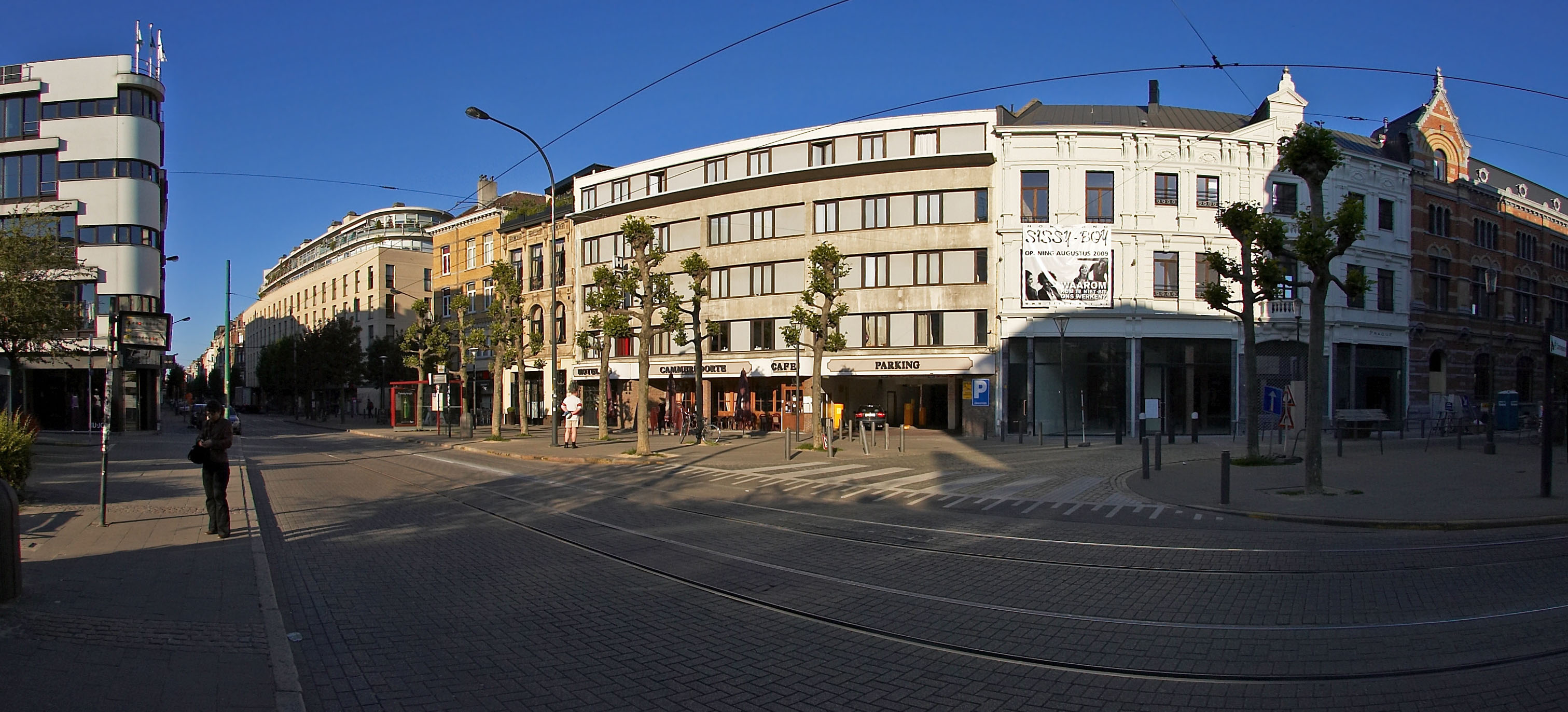
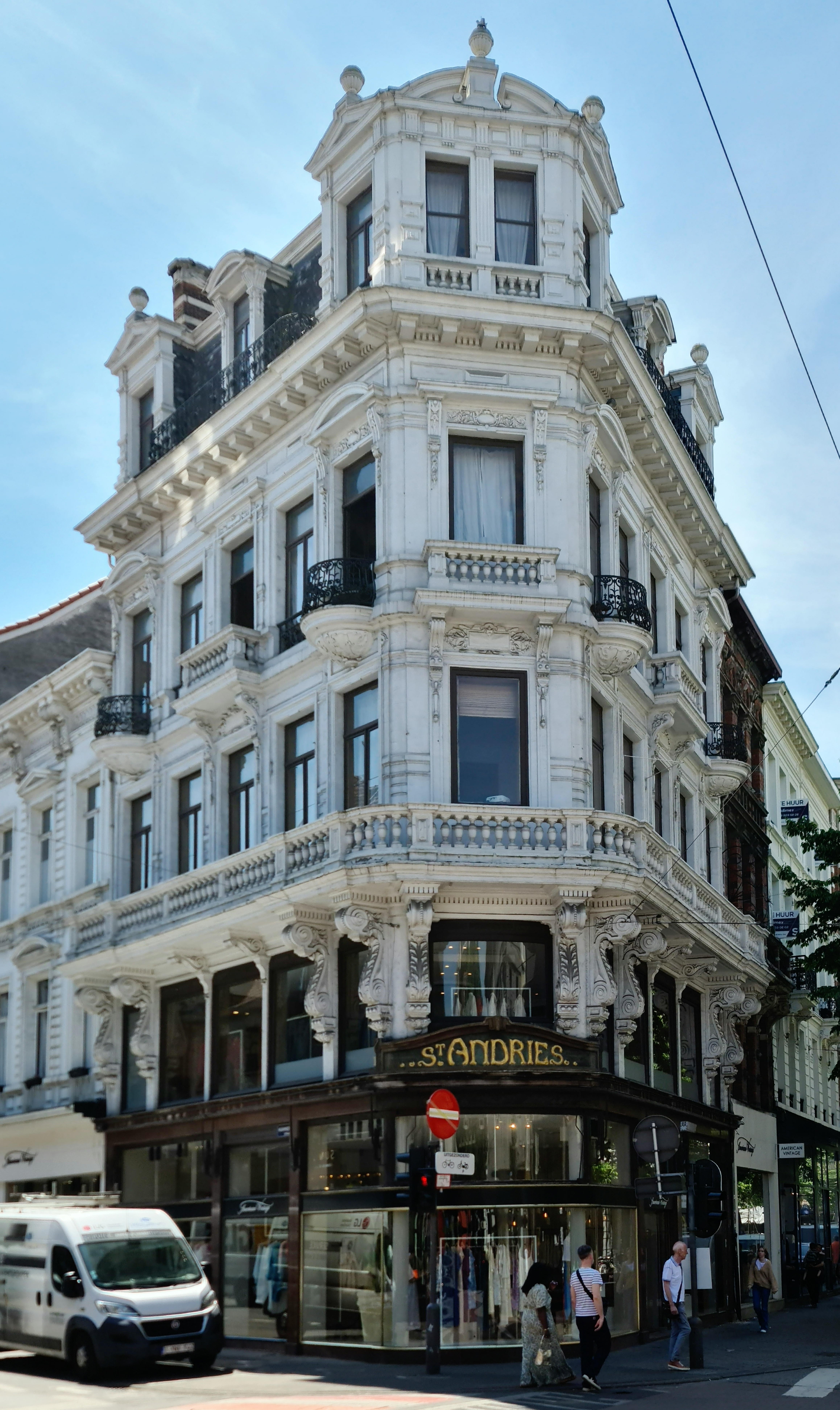
Sint Andries
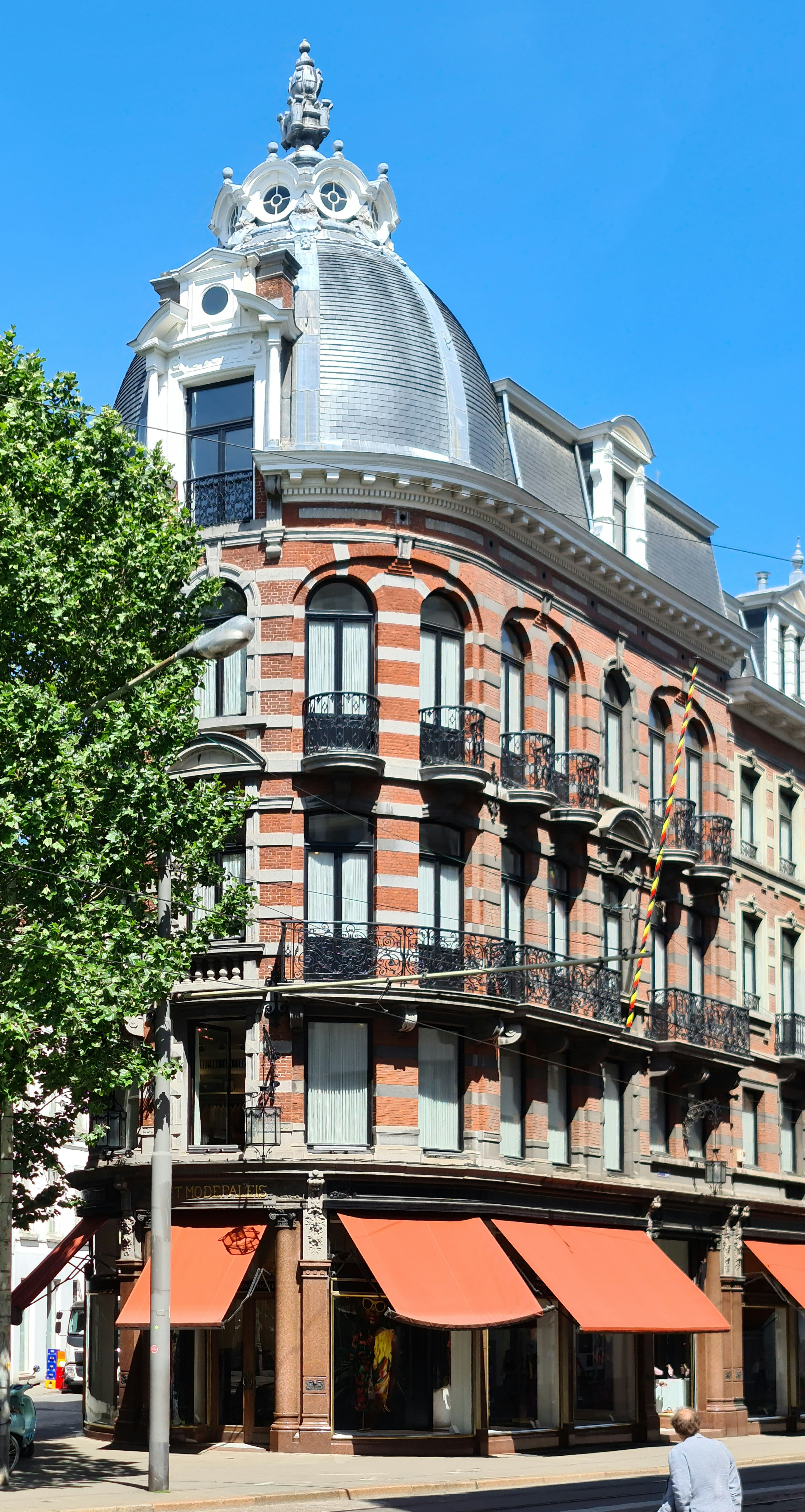
Modepaleis